# Sopot Festival 2015
Muzyczne lato w Sopocie 2015 – 50. edycja festiwalu muzycznego odbywającego się w sopockiej Operze Leśnej. Festiwal odbył się 21 sierpnia 2015 roku, a organizatorem było Miasto Sopot. Koncert podzielony został na dwie części.

## Część I –Przeboje w Sopocie
Podczas pierwszej części festiwalu wystąpili czołowi polscy wykonawcy:
- Mrozu – „1000 m nad ziemią”, „Nic do stracenia”, „Poza logiką”
- Sylwia Grzeszczak – „Co z nami będzie”, „Pożyczony”, „Księżniczka”
- LemON – „Scarlett”
- Sound’n’Grace – „Dach”

## Część II –Frank Sinatra – największe przeboje
Druga część festiwalu została poświęcona Frankowi Sinatrze z okazji setnej rocznicy urodzin artysty. Utwory z jego repertuaru wykonali:
- Kasia Cerekwicka – „My Funny Valentine”
- Łukasz Zagrobelny – „Sway with Me”
- Kasia Wilk – „New York, New York”
- Mariusz Totoszko – „My Way”
- Weronika Korthals – „That’s Life”
- Sławomir Uniatowski – „Something Stupid”
- Mateusz Krautwurst – „My Way”